# George Francis Hampson
Ngài, George Francis Hampson, vị nam tước thứ 10 (14 tháng 1 năm 1860 – 15 tháng mười 1936) là một nhà côn trùng học người Anh.
Hampson học tại trường Charterhouse và trường cao đẳng Exeter, Oxford. Ông đi đến Ấn Độ và trở thành một người trồng trà ở đồi Nilgirl thuộc khu dân cư Madras (nay là Tamil Nau), nơi mà ông tìm thấy sự đam mê của mình vào bướm và ngài. Sau đó, ông quay trở lại Anh và là một người làm công tình nguyện ở bảo tàng lịch sử thiên nhiên, nơi mà ông viết những cuốn sách The Lepidoptera of the Nilgiri District (1891) và The Lepidoptera Heterocera of Ceylon (1893) là phần 8 và 9 của cuốn Illustrations of Typical Specimens of Lepidoptera Heterocera of the British Museum.
Albert C.L.G Gunther đề nghị George một vị trí trợ lý ở bảo tàng vào tháng 3 năm 1895, và sau đó, ông ta cực kì thành công với tước vị nam tướng của mình vào năm 1896.
Ông đã kết hôn với Minnie Frances Clark-Kennedy vào ngày 1 tháng 6 năm 1893 và có 3 đứa con.